# Chloropète jaune
Iduna natalensis
Espèce
Statut de conservation UICN

 LC  : Préoccupation mineure
Le Chloropète jaune (Iduna natalensis, synonyme : Chloropeta natalensis) est une espèce de petits oiseaux africains de la famille des Acrocephalidae.

## Description
Cet oiseau présente un dos brun olive, un ventre jaune et un petit bec pointu.

## Habitat
Cet oiseau fréquente les roselières et les marécages avec de petits bosquets.